# Violín clásico en Cuba
Los instrumentos de cuerda frotada estuvieron presentes en Cuba desde su descubrimiento, primero en su modalidad de viola o vihuela de arco y más tarde en la forma del violín italiano. Tal como otros instrumentos y la cultura en general, el violín disfrutó en Cuba de un período de florecimiento durante el siglo XIX, cuando lo encontramos presente en las agrupaciones instrumentales, tanto de la música de concierto como en la popular. 
El violín formó parte de las agrupaciones instrumentales que acompañaron a la danza y a la contradanza, los primeros géneros de la música cubana, así como a otros posteriores como el danzón y el chachachá; y también entonó algunas de las más bellas melodías compuestas en cuba, tales como La Bella Cubana de José White. En todas las épocas, los violinistas cubanos han sido destacados representantes de la música cubana a través de todo el mundo.

## DelsigloXVIalXVIII
Los representantes de la familia de las cuerdas frotadas se encuentran desde una etapa muy temprana en la historia de la música cubana, ya que durante el siglo XVI en la Villa de Trinidad, un músico llamado Juan Ortiz es mencionado por el cronista Bernal Díaz del Castillo como “gran tañedor de vihuela y viola”. La viola del renacimiento es el antecesor directo de los violines italianos modernos, los cuales comenzaron a popularizarse desde el siglo XVI.
Durante el siglo XVIII existe documentación sobre la utilización del violín en la actividad musical de la Isla. Alejo Carpentier menciona en su libro La Música en Cuba la existencia de una familia de músicos que se establecieron en la ciudad de Santiago de Cuba hacia la primera mitad del siglo. El violinista Leonardo González Abreu (1706), fundador de la familia, nació en Islas Canarias, España, y contrajo matrimonio en Santiago de Cuba con una arpista local llamada Bernarda Rodríguez Rojas, junto con la cual dio origen a una familia que se dedicó al cultivo de la música durante varias generaciones.
El 8 de febrero de 1764 arribó a Santiago de Cuba Esteban Salas y Castro, el maestro de la nueva capilla de música recientemente fundada en la catedral. Esteban Salas contó para el desempeño de su oficio con un pequeño grupo vocal instrumental que incluía dos violines.
Después de la llegada a Santiago de Cuba, en 1793, de numerosos colonos que escaparon de la insurrección de los esclavos en Santo Domingo, “…un tal Karl Rischer y Madame Clarais, que habían traído consigo un clavicordio, fundaron una orquesta que se componía de: flautín, flauta, oboe, clarinete, trompeta, tres trompas, tres violines, viola, dos violoncellos y batería…”
También durante la segunda mitad del siglo XVIII, el violinista Ramón Menéndez se ganó el respeto y la admiración de las nuevas generaciones de músicos, y por ese motivo fue llamado “El Maestro”. Él fue profesor de muchos destacados instrumentistas, tales como Tomás Buelta y Flores y Secundino Arango.

## DelsigloXVIIIalXIX
Durante la transición del siglo XVIII al XIX, el habanero Ulpiano Estrada (1777-1847) impartió clases de violín y dirigió la orquesta del Teatro Principal desde 1817 hasta 1820. Además de su actividad como violinista, Estrada mantuvo una carrera musical muy activa como director de numerosas óperas, dirigiendo diversas orquestas y bandas, así como componiendo numerosas contradanzas y otras piezas bailables, tales como minués y valses. De manera muy parecida a Estrada y aproximadamente durante la misma época, José Mercedes Betancourt (17?-1866) desarrollo una activa carrera como violinista y profesor, así como director de orquesta y compositor de contradanzas, pero esta vez en la ciudad de Camagüey. También Joaquín Gavira (1780-1880) fue un destacado violinista y profesor en La Habana.
José Vandergutch, violinista belga, arribó a La Habana junto con su padre Juan Vandergutch y su hermano Francisco, también violinistas. Estos regresaron más tarde a Bélgica, pero José estableció su residencia en La Habana donde alcanzó gran reconocimiento. Vandergutch ofreció a mediados del siglo XIX numerosos conciertos como solista y acompañado por diversas orquestas. El perteneció a la Asociación de Música Clásica y fungió también como director de la Asociación Musical de Socorro Mutuo de La Habana.
Otro importante violinista de la primera mitad del siglo XIX fue Secundino Arango. Discípulo de Ramón Menéndez, el sirvió como organista en la Iglesia de La Merced. Arango compuso múltiples danzas y guarachas, así como música religiosa, motetes y salves. Ya al final de su vida fue organista del Convento de San Francisco en Guanabacoa. José White dedicó el último estudio de su serie de seis a Secundino Arango, resaltando mediante ese homenaje el renombre adquirido por este músico habanero durante su época.
En el universo del violín clásico cubano del siglo XIX se destacan dos Maestros que pueden ser considerados entre los más grandes virtuosos cubanos de todos los tiempos, estos son José White Lafitte y Claudio José Brindis de Salas.

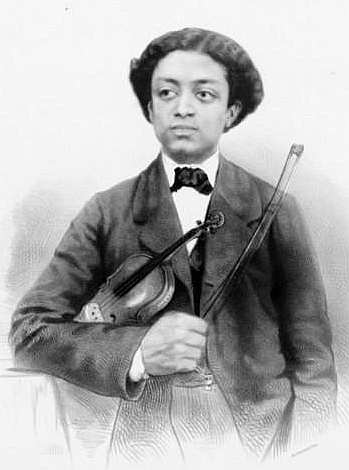
José White en 1856, después de recibir el primer premio del Conservatoire de Paris.

Después de recibir las primeras lecciones de música de su padre, el virtuoso violinista cubano José White Lafitte (1835-1918) ofreció su primer concierto en Matanzas el 21 de marzo de 1854. En este concierto él fue acompañado por el famoso pianista y compositor norteamericano Louis Moreau Gottschalk, el cual lo animó para que continuara sus estudios en París, e incluso colectó dinero para que pudiera viajar a esa ciudad.
José White estudió composición musical en el Conservatoire de Paris entre los años 1855 y 1871. A solo diez meses de su llegada obtuvo el primer premio en la categoría de violín del conservatorio, y fue muy elogiado por Gioachino Rossini. Más tarde, él fue profesor de los renombrados violinistas George Enescu y Jacques Thibaud. 
Entre los años 1877 a 1889, White fungió como director del Conservatorio Imperial en Río de Janeiro, Brasil, donde también sitvió como músico en la corte del emperador Pedro II. Más tarde regresó a París, donde residió hasta su muerte. El famoso violín “Canto del cisne”, la última creación de Stradivari, fue su instrumento preferido. Su más famosa composición es La Bella Cubana, una habanera. White también compuso muchas otras piezas, entre las cuales se destaca un concierto para violín y orquesta.

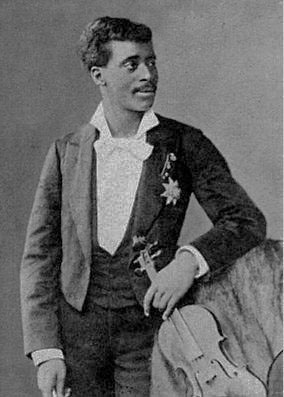
Claudio José Domingo Brindis de Salas y Garrido, el "Paganini negro" posando con su Stradivarius.

Claudio José Domingo Brindis de Salas y Garrido (1852-1911) fue un renombrado violinista cubano, hijo del también violinistra, contrabajista y director Claudio Brindis de Salas (1800-1972), el cual dirigió una de las orquestas populares más importantes de La Habana durante la primera mitad del siglo XIX, llamada La Concha de Oro. Claudio José superó la fama y la maestría de su padre y llegó a ser un concertista de renombre internacional.
Claudio José Brindis de Salas comenzó sus estudios musicales con su padre, y continuó más tarde con los maestros José Redondo y con el violinista belga José Vandergutch. El ofreció su primer concierto en La Habana en 1863 con Vandergutch como acompañante. El pianista y compositor Ignacio Cervantes también participó en ese concierto.
De acuerdo con la crítica de la época, Brindis de Salas fue considerado como uno de los más destacados violinistas de su época a nivel mundial. Alejo Carpentier le llamó “”El más extraordinario violinista negro del siglo XIX… un caso sin precedente en la historia musical del continente””.
El gobierno francés lo hizo miembro de la Légion d'Honneur, y le otorgó el título de “Barón”. En Buenos Aires él recibió un Stradivarius genuino, y mientras vivió en Berlín contrajo matrimonio con una alemana, fue nombrado músico de cámara del Emperador y recibió la ciudadanía de ese país. Brindis de Salas murió en 1911 de tuberculosis, pobre y olvidado, en Buenos Aires, Argentina. En 1930 sus restos fueron trasladados a La Habana con grandes honores.
Otro destacado violinista cubano del siglo XIX fue Rafael Díaz Albertini (1857-1928). El estudió el violín con José Vandergutch y Anselmo López (1841-1858), conocido violinista habanero que también se dedicó a la publicación de obras musicales. En 1870 Albertini viajó a París con el propósito de perfeccionar su técnica con el famoso Jean-Delphin Alard, y en 1875 obtuvo el primer premio en el concurso del Conservatorio de París, en el cual participó posteriormente como jurado. El realizó numerosas giras de concierto a través del mundo, acompañado en ocasiones por prestigiosos Maestros como Hugo Wolf y Camille Saint-Saëns, y en 1894 se presentó en las principales ciudades de Cuba junto con Ignacio Cervantes.
Una lista de violinistas cubanos que se destacaron entre la segunda mitad del siglo XIX y la primera del siglo XX incluye a: Manuel Muñoz Cedeño (1813-), José Domingo Bousquet (1823-), Carlos Anckermann (1829-), Antonio Figueroa (1852-), Ramón Figueroa (1862-), Juan Torroella (1874-), Casimiro Zertucha (1880-), Joaquín Molina (1884-), Marta de La Torre (1888-), Catalino Arjona (1895-) y Diego Bonilla (1898-).

## DelsigloXXalXXI
Durante la primera mitad del siglo XX, se destaca la figura de Amadeo Roldán (1900-1939), el cual además de violinista, profesor y director de orquesta, es uno de los más importantes compositores cubanos de todos los tiempos. Roldán nació en París, Francia, de padre español y madre cubana. Más tarde se radicó en Cuba y obtuvo la ciudadanía cubana. El comenzó a estudiar música con su madre, la pianista Albertina Gades, y posteriormente pasó al Conservatorio de Música y Recitación de Madrid, donde estudió violín con Agustín Soler y Antonio Fernández Bordas. En 1917, Roldán recibió el Premio Sarasate de violín, comenzó a trabajar en la Orquesta Sinfónica de Madrid como violinista, y ofreció conciertos en varias ciudades españolas. En 1919 viajó a Cuba donde comenzó a trabajar como profesor, y posteriormente, en 1922, pasó a ocupar un puesto como violinista en la Orquesta Sinfónica de La Habana, dirigida por Pedro Sanjuán. En 1926, Roldán organizó junto a Alejo Carpentier una serie de conciertos de música contemporánea cubana, y al año siguiente, participó como primer violín con el Cuarteto de La Habana, junto al famoso compositor español Joaquín Turina. En 1931, él fundó junto al pianista César Pérez Sentenat la Escuela Normal de Música de La Habana y fue nombrado director de la Orquesta Filarmónica de La Habana. El también dirigió el Conservatorio Municipal de La Habana, que todavía lleva su nombre.
Alberto Mateu (1903-?) nació en Guanabacoa, La Habana, y estudió violín en el Conservatorio Mateu, del cual su padre era director. Posteriormente, Mateu viajó a Bruselas, donde continuó sus estudios musicales. El ofreció conciertos en diversas ciudades europeas, así como en Cuba, donde actuó como solista y acompañado por la Orquesta Filarmónica de La Habana.
Después de su graduación en el Conservatoire de Paris en 1935 con solo 16 años, el destacado violinista cubano Ángel Reyes (1919-1988) desarrolló una exitosa carrera como solista y también acompañado por las más prestigiosas orquestas de numerosos países. Él estableció su residencia en los Estados Unidos desde muy joven, obtuvo un premio del Concurso Ysaÿe en Bruselas y fue profesor de las Universidades de Michigan y Northwestern hasta su retiro en 1985. Reyes poseyó el famoso violín Lipinski Stradivarius, con el cual ejecutó el concierto de violín de Glazunov junto con la Orquesta Filarmónica de La Habana, dirigida por Massimo Freccia, en noviembre de 1942; así como con la Orquesta Filarmónica de Filadelfia, dirigida por Eugene Ormandy. El también obtuvo un violín de Carlo Bergonzi, conocido como el "Kreisler Bergonzi”, previamente en posesión de Fritz Kreisler y posteriormente de Itzhak Perlman.
Eduardo Hernández Asiaín (1911-2010) nació en La Habana, comenzó sus estudios musicales a muy temprana edad y ofreció su primer concierto a los siete años. A los catorce años obtuvo el primer premio de violín en el Conservatorio Nacional de La Habana, y fue nombrado concertino de la Orquesta Sinfónica de La Habana. En 1932, él se trasladó con su familia a Madrid, para continuar sus estudios musicales con los maestros Enrique Fernández Arbós y Antonio Fernández Bordas. Allí recibe el premio extraordinario Pablo Sarasate en el Real Conservatorio de Música de Madrid, y también obtiene galardones en el Certamen Internacional de Violinistas, organizado por Unión Radio, en el Concurso Nacional de Violinistas y en el Concurso de Música de Cámara, promovidos por el Ministerio de Educación.
A partir de 1954, Hernández Asiaín actúa como solista con las orquestas de la Sociedad de Conciertos Pasdeloup de París y de la Radiodifusión Francesa, la Orquesta Nacional de España, la Orquesta Sinfónica de Bilbao, la Orquesta de Cámara de Madrid y la Orquesta Sinfónica y de Cámara de San Sebastián, de la cual es su creador. En 1968, él fue nombrado Primer Violín del Cuarteto Clásico de RTVE, formando parte junto con la pianista Isabel Picaza González del Quinteto Clásico de RNE, con los que realizó un gran número de conciertos y grabaciones, en España y otros países. El también realizó giras por Estados Unidos de América, destacándose su actuación con la Long Beach Symphony Orchestra de California.
Otros destacados violinistas cubanos de la primera mitad del siglo XX son: Robero Valdés Arnau (1919-1974), Alberto Bolet y Virgilio Diago.
Ya en el período Pos-Revolucionario, después de 1959, se destaca un violinista que ha realizado un aporte sustancial al desarrollo, no solo del violín y de los instrumentos de cuerda frotada, sino a la cultura musical de la nación cubana en general. 
Evelio Tieles Ferrer (1941) comenzó a estudiar música con su padre, Evelio Tieles Soler, a la edad de siete años, y continuó posteriormente con el profesor Joaquín Molina Entre 1952 y 1954, Tieles cursó estudios de violín en París, Francia, con Jacques Thibaud y René Benedetti. En 1955 regresó a París e ingresó en el Conservatorio Nacional Superior de Música de esa ciudad, y en 1958 pasó a estudiar en el Conservatorio Tchaikovsky de Moscú, donde fue discípulo de David Oistraj e Igor Oistraj. Tieles se graduó en 1963 y por recomendación del Conservatorio pasó a estudiar la Maestría, de 1963 a 1966, con los citados profesores. El también recibió orientación profesional de los prestigiosos violinistas Henryk Szeryng y Eduardo Hernández Asiaín.
Evelio Tieles ha ofrecido en Cuba numerosas presentaciones como concertista, en dúo con su hermano, el pianista Cecilio Tieles, o acompañado por la Orquesta Sinfónica Nacional y otras agrupaciones sinfónicas y de cámara. El actuó bajo la dirección de prestigiosos directores como Thomas Sanderling, Boris Brott, Enrique González Mántici y Manuel Duchesne Cuzán, entre otros. En 1969, Tieles se presentó en México, invitado por el famoso violinista Henryk Szeryng, y ha realizado giras de concierto por diversos países en América del Norte, América Latina, Europa y el Medio Oriente.
Tieles trabajó en la Escuela Nacional de Artes, y el Instituto Superior de Arte (ISA) en La Habana, Cuba, donde fungió como profesor y Jefe de la Cátedra de instrumentos de Cuerda Frotada desde la fundación de ambas instituciones. El también desempeñó la función de Asesor Nacional de Instrumentos de Cuerda Frotada desde 1967 hasta 1981, y entre los años 1997 y 2004. Tieles es Profesor Titular y profesor Consultante de la Universidad de las Artes.
Tieles estableció su residencia en España desde 1984, e imparte clases de violín en el Conservatorio de Vilaseca, en la provincia de Tarragona, del cual ha sido nombrado “Profesor Emérito”. También en el Conservatorio Superior del Liceo de Barcelona ha fungido como Jefe del Departamento de Música de Cámara (1991 a 1998), Jefe del Departamento de Cuerdas (1986 a 2002) y Director Académico (2000 a 2002).
Además de su destacada labor como concertista y profesor, durante la etapa Pos-Revolucionaria, Tieles promovió y organizó en Cuba la enseñanza de los instrumentos de cuerda frotada, y fundamentalmente del violín. El dedicó gran energía, tiempo y esfuerzo a la promoción de actividades en favor de la enseñanza y el desarrollo cultural, tanto en su nativa Cuba como en España, por lo cual ha recibido diversos galardones como las distinciones por la “Cultura Nacional” y la “Enseñanza Artística”, el "Diploma al Mérito Artístico" otorgado por el Instituto Superior de Arte en 2002, la "Medalla Aniversario 50 de las FAR" en 2007 y la medalla "Distinción por La Cultura Nacional " en 2011.
Otra prominente violinista y profesora es Alla Tarán (1941). Ella se formó como violinista en su nativa Ucrania y trabajó como profesora de Práctica de Conjunto Instrumental. Tarán estableció su residencia en Cuba desde 1969.
Alla Tarán es una de las más prestigiosas profesoras de violín de La Habana, y ha contribuido a la formación de varias generaciones de músicos cubanos, muchos de los cuales son destacados instrumentistas, tal como Ilmar López-Gavilán.
Tarán ha trabajado en Cuba como profesora de violín en las escuelas de música de las provincias de Santa Clara y Cienfuegos, y como ayudante de concertino de la Orquesta Sinfónica Nacional en La Habana. Desde 1978 reside en la ciudad de La Habana, donde ha desarrollado una relevante labor como profesora de violín en la Escuela Nacional de Arte, el Conservatorio Elemental de Música Manuel Saumell, el Conservatorio Amadeo Roldán y el Instituto Superior de Arte.
Alla Tarán creó la primera Orquesta Sinfónica Infantil y el primer Conjunto de Violines de Cuba, el cual se encuentra aún activo. Ella ha recibido la Medalla al Mérito Pedagógico, entre otros importantes reconocimientos.
El violinista Oscar Carreras (1944-19?) estudió en la Escuela Nacional de Artes de La Habana, Cuba, y formó parte de la Orquesta Sinfónica de Matanzas. Posteriormente estudió en el Conservatorio Tchaikovsky de Moscú y después de su graduación se presentó como solista con la Orquesta Sinfónica Nacional y en múltiples conciertos a través de la Isla. El también fue profesor del Instituto Superior de Arte (ISA).
Alfredo Muñoz (1949) comenzó sus estudios de violín en el Conservatorio Orbón, La Habana, Cuba y continuó posteriormente en la Escuela Nacional de Artes y el Instituto Superior de Arte (ISA). Él se integró a la Orquesta Sinfónica Nacional como violinista en 1972, y se ha mantenido muy activo como solista y miembro del Trío White, tanto en Cuba como en el extranjero. Él es actualmente profesor del Instituto Superior de Arte (ISA).
Otros violinistas cubanos que han desarrollado su carrera durante el período entre los siglos XX y XXI son Armando Toledo (1950), Julián Corrales (1954), Miguel del Castillo y Ricardo Jústiz.

## sigloXXI
Ya a comienzos del siglo XXI debemos mencionar a los violinistas Ilmar López-Gavilán, Mirelys Morgan Verdecia, Ivonne Rubio Padrón, Patricia Quintero y Rafael Machado
El violinista cubano Ilmar López Gavilán comenzó sus estudios en el Conservatorio Municipal de La Habana, y a la edad de 14 años fue seleccionado para continuar su educación musical en el Conservatorio Tchaikovsky de Moscú. El posteriormente estudió en La Escuela de Música Reina Sofía, en España, en la Manhattan School of Music, en New York y en la Rutgers University. Entre sus profesores se cuentan Glenn Dicterow, Zachar Bron, Maia Glizarova, Abraham Stern y Arnold Steinhardt, así como Yehudi Menuhin, Ruggiero Ricci e Isaac Stern. Él ha ofrecido conciertos en Cuba, México, Venezuela, España, Portugal, Rusia y diversas ciudades de Estados Unidos; y ha recibido premios en la Sphinx Competition, el concurso Lipinsky-Wieniawski en Polonia, y en la Competencia Internacional Henryk Szeryng. López-Gavilán es Concertino del Philadelphia Virtuosi Chamber Orchestra y participa también en la New Jersey Symphony.
Mirelys Morgan nació en La Habana, estudió en el Instituto Superior de Arte (ISA), y se presentó como solista con la Orquesta Sinfónica Nacional de Cuba y la Orquesta Sinfónica de Cali en Colombia. Morgan fue seleccionada por Claudio Abbado para participar en el programa Orquesta Juvenil Gustav Mahler en el año 2000. Ella se radicó en Europa en el año 2003, donde estudió con Rainer Schmidt en la Escuela Superior de Música Reina Sofía de Madrid y con Ulf Wallin en el Hans Eisler Hochschule für Musik en Berlín. Mirelys Morgan ha participado en numerosas giras de concierto como miembro de la Gustav Mahler Youth Orchestra y de la Verbier Festival Orchestra, bajo la dirección de Valery Gergiev, James Levine, Charles Dutoit y Michael Tilson-Thomas, y ha tocado también en la Deutsches Symphonie Orchester y la orquesta de la Deutsche Oper en Berlín, así como en la Frankfurt Radio Symphony Orchestra. Ella se unió a la Orquesta Nacional de España en 2009, y es miembro actualmente de la prestigiosa orquesta del Concertgebouw en Ámsterdam, Holanda.

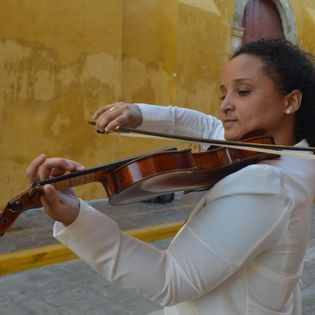
La virtuosa violinista Ivonne Rubio Padrón. Campeche, México.

Ivonne Rubio Padrón, nació en La Habana, Cuba, el 5 de diciembre de 1989. Comenzó a estudiar violín a la edad de siete años. En 1998 interpretó una obra del repertorio ruso para el maestro Claudio Abbado y la Orquesta Juvenil Gustav Malher. Posteriormente, en el año 2005 fue escogida para formar parte de la Orquesta Juvenil Latinoamericana en Venezuela, dirigida por Claudio Abbado y Gustavo Dudamel. En el 2006, se gradúa con título de oro del Conservatorio Guillermo Tomás, en nivel medio superior, bajo la tutela de los maestros Evelio Tieles y Maria de los Angeles Verdecia. En el 2010, a la edad de 20 años, se gradúa con título de oro del Instituto Superior de Arte de La Habana; siendo la egresada más joven de su generación, bajo la tutela de los maestros: Alfredo Muñoz y María Victoria del Collado. En el 2013, formó parte de la Orquesta Sinfónica Nacional de Cuba. 
Ha recibido clases magistrales de importantes personalidades como: Eric Grossman, Walter Reiter, Frank Fernández, Ronald Francois, Gidon Kremer, Elena Mikhailova, Francesco Manara, Renaud Capuçon, Mauricio Fucks, entre otros. Obtuvo  premios Internacionales y nacionales como los del Festival de Violín Manuel Saumell 2001, el Concurso Iberoamericano de Violín José White 2003, los Concursos Musicalia 2009 en la categoría de violín y música de cámara. De igual manera, ha compartido escenario con personalidades como: Silvio Rodríguez, Omara Portuondo, Pablo Milanes, Los Niños Cantores de Viena, José Carreras, La Orquesta Valsassina de Viena, José María Vitier, II Divo, Ryu Goto, Diana Fuentes, Sue Herrod, Eric Grossman, Los Tigres del Norte, Belinda, Chacho Gaytan, entre otros. Como solista ha tocado con la Orquesta Sinfónica de Santa Clara, Ensamble Solistas de La Habana y la Orquesta Sinfónica de Campeche donde interpretó los conciertos para violín y orquesta de Beethoven, Jachaturian, White, J. Sibelius, Fantasía de Carmen de Sarasate,entre otras.Ha estado bajo la dirección de prestigiosas batutas como son: Claudio Abbado, Gustavo Dudamel, Leo Brouwer, Francesco Belli, Yoshikazu Fukumura, Samuel Pascoe, Jorge Rotter, entre otros.

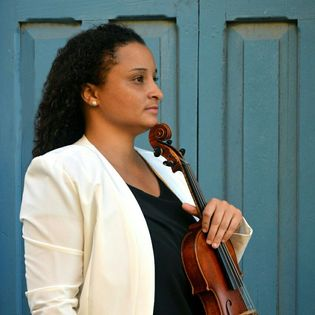
Ivonne Rubio Padrón, violinista cubana.

En el 2014, se establece en la ciudad de San Francisco de Campeche, México. En el 2016, participó en la Orquesta Sinfónica de Mujeres de México, en el festival internacional de música en Cancún, Quintana Roo. Actualmente, ocupa  la posición de concertino en la Orquesta Sinfónica de Campeche e imparte clases en esa misma ciudad.  En el 2018, fundó el Dúo de violín y piano Cataleya, junto a la pianista Angelina Gallardo así como el Cuarteto de cuerdas Contratiempo. En mayo del mismo año, produce su primera obra musical como compositora  y solista Que te dure.  
Rafael Machado comenzó sus estudios de violín y teoría musical en La Habana, Cuba, en 1972 y recibió su grado de Licenciatura en Música del Instituto Superior de Arte de La Habana en 1987. Durante ese período participó en importantes concursos nacionales de violín obteniendo el primer premio en el concurso “José White” del Instituto Superior de Arte (La Habana, 1986). Machado fue miembro de la Primera Orquesta Sinfónica Juvenil Latinoamericana (Uruguay, 1985), y participó en el Festival de Jóvenes Intérpretes organizado por Juventudes Musicales de Perú, en 1986. Rafael Machado se ha presentado como solista, miembro de orquestas sinfónicas o de conjuntos de música de cámara, ante los públicos de Cuba, España, Italia, Francia, Austria, Perú, Uruguay, EE. UU., Canadá y México. Machado fue integrante de la Camerata “Brindis de Salas” en La Habana, Cuba de 1987 a 1992 y del Conjunto de Cámara de La Habana, desde 1988 a 1992. Él obtuvo tuvo una importante proyección nacional e internacional mediante su participación e esas agrupaciones.
En 1992 llegó a México para integrarse a la Orquesta Sinfónica de Aguascalientes, fungiendo como concertino de esa Orquesta durante 18 años, y se presentó regularmente como concertino invitado de la Orquesta Filarmónica de Zacatecas. Machado fue miembro de “Solistas de México” de 1994 al 95, agrupación de cámara formada por el Maestro Eduardo Mata, y también colaboró con la Camerata de las Américas de 1995 a 1999. Junto a esas agrupaciones, Machado participó en conciertos y festivales en la Ciudad de México, así como en el Festival Internacional Cervantino de Guanajuato, México, en sus ediciones de 1994 a 1999. Él hizo su debut discográfico con la firma Quindecim, junto a Horacio Franco y la Camerata Aguascalientes en 1998, fue invitado a “Puebla Instrumenta Verano 2004”como Coordinador de la Orquesta Sinfónica del Festival, y un jurado binacional lo seleccionó, también en el 2004, como Artista en Residencia del Centro Banff para las Artes en Alberta, Canadá. Desde el año 2005, Machado fue director Artístico del Festival de Música de Cámara de Aguascalientes, proyecto que promovió nacional e internacionalmente, y sirvió como concertino de la Orquesta Filarmónica del Estado de Querétaro. Él trabaja actualmente con el ensamble del CEPROMUSIC, Centro de Experimentación y Promoción de la Música Contemporánea, en Ciudad de México. Rafael Machado fue profesor de violín en la Facultad de Música de la Universidad Autónoma de Zacatecas, y del Conservatorio de Música “José Guadalupe Velázquez” en Querétaro.